# Punto Radio
Punto Radio è una emittente radio locale emiliana fondata il 18 settembre 1975 a Zocca (MO) da un gruppo di giovani, tra cui Vasco Rossi, che fu il primo direttore e amministratore. Le trasmissioni iniziarono il 21 settembre 1975. Successivamente, nel 1978, la radio venne ceduta al PCI e spostata a Bologna, in uno scantinato in pieno centro.
Il 2016 vede un esordio importante ai microfoni di Punto Radio: Lorenzo, figlio di Vasco Rossi, inizia a trasmettere in diretta il suo programma chiamato Punto Rossi. Lo stesso Vasco Rossi celebrerà la notizia con un post pubblico sulla sua pagina Facebook con una foto molto significativa.
Punto Radio trasmette dal Colle dell’osservanza e copre con la frequenza 105.00 fm la città di Bologna e parte della sua provincia mentre con il Dab copre tutta Bologna e Imola.
Le hit del momento durante tutta la giornata intervallate da pochi notiziari, l'oroscopo e l’almanacco, durante la notte i successi degli anni 80, 90 e 2000.

## Frequenze
- 105.00 fm per Bologna (città)

Dab digital radio per Bologna e Imola